# Adam Cienciała
Adam Cienciała (ur. 1850, zm. 1933) – polski rolnik w Mistrzowicach na Śląsku Cieszyńskim, działacz społeczny.

## Życiorys
Syn Pawła Cienciały, wójta Mistrzowic; brat Jerzego i Pawła. Autor dziennika.